# HTC Sense
Sense UI – dotykowy interfejs użytkownika, zaprojektowany przez firmę HTC dla urządzeń mobilnych opartych na systemie Android.
Sense instalowany jest wyłącznie na urządzeniach firmy HTC i nie jest dostępny dla innych producentów.

## Urządzenia

### HTC Sense 1.0
- HTC Hero - pierwszy telefon na Androidzie z nakładką Sense UI
- HTC Aria
- HTC Desire
- HTC Legend
- HTC Wildfire

### HTC Sense 2.1
- HTC Desire HD - zaktualizowany do Sense 3.0
- HTC Desire Z
- HTC Desire S - zaktualizowany do Sense 3.0
- HTC Incredible S - zaktualizowany do Sense 3.0
- HTC Thunderbolt
- HTC Wildfire S - zaktualizowany do Sense 3.0

### HTC Sense 3.0
- HTC Evo 3D (Sense 3.6)
- HTC Rezound (Sense 3.5)
- HTC Rhyme (Sense 3.5)
- HTC Sensation - Sense 3.0, po aktualizacji do Android 4.0 Sense 3.6
- HTC Sensation XE - Sense 3.0, po aktualizacji do Android 4.0 Sense 3.6
- HTC Sensation XL (Sense 3.5), po aktualizacji do Android 4.0 Sense 3.6
- HTC Cha Cha

### HTC Sense 4.0
- HTC Desire X
- HTC Desire C
- HTC One S Aktualizacja do Sense 4+
- HTC One V
- HTC One X Aktualizacja do Sense 4+

### HTC Sense 4+
- HTC One X+ Możliwość aktualizacji do Sense 5
- HTC Butterfly/Droid DNA
- HTC One X (po aktualizacji do Android 4.1) Możliwość aktualizacji do Sense 5
- HTC One S (po aktualizacji do Android 4.1)
- HTC Evo 4G (po aktualizacji do Android 4.1)
- HTC One SV (po aktualizacji do Android 4.1)
- HTC Desire X (po aktualizacji do Android 4.1)

### HTC Sense 5.0
- HTC Desire 300
- HTC Desire 500
- HTC One Max

- HTC One
- HTC One Mini
- HTC Butterfly S
- HTC One X
- HTC One X+

### HTC Sense 5.5
- HTC One Max
- HTC One
- HTC One mini

### HTC Sense 6
- HTC One (M8) Aktualizacja do Sense 7.0 (po aktualizacji do Android 6.0)
- HTC One (E8)
- HTC One (M7)
- HTC Desire EYE
- HTC Desire 610
- HTC Desire 820
- HTC Desire 620

### HTC Sense 7
- HTC One M9
- HTC Desire 530
- HTC Desire 820
- HTC Desire 825
- HTC Desire 630
- HTC 10
- HTC A9
- HTC U 11
- HTC U Play

### Tablety
- HTC Flyer - Sense 2.1
- HTC Jetstream - Sense UX 1.0